# Ammersee
Ammersee – jezioro oraz obszar wolny administracyjnie (gemeindefreies Gebiet) w Niemczech w kraju związkowym Bawaria, w rejencji Górna Bawaria, w regionie Monachium, w powiecie Landsberg am Lech. Teren jest niezamieszkany. Leży na południowy zachód od Monachium.
Jezioro jest trzecim pod względem wielkości w Bawarii. Przepływa przez nie rzeka Amper, w górnym biegu nazywana Ammer. Powierzchnia zlewni to 993 km², a czas retencji to ponad dwa i pół roku
Na zachodnim brzegu jeziora leżą gminy należące do powiatu Landsberg am Lech, na wschodnim gminy należące do powiatu Starnberg a na południowym jego brzegu gminy z powiatu Weilheim-Schongau oraz rzeka Amper.
W systemie gospodarki wodnej Ammersee jest jednolitą częścią wód o międzynarodowym kodzie DEBY_ISS01. Jest jednym z jezior reprezentatywnych dla niemieckiego obszaru dorzecza Dunaju na potrzeby raportowania stanu środowiska do Europejskiej Agencji Środowiska. Należy do typu S4, czyli alpejskich jezior stratyfikowanych.

## Jakość wody
Pod koniec XX wieku wody jeziora miały następujące parametry średnioroczne: jony amonowe od poziomu poniżej granicy oznaczalności (< 0,010 mg/l) w latach 1999–2001 do 0,0366 mg/l (1991), chlorofil a od 4,42 µg/l (1993) do 10,09 µg/l (1990), przewodnictwo elektrolityczne właściwe od 3122 µS/cm (1988) do 3649 µS/cm (1997), tlen rozpuszczony od 9,58 mg/l (1984) do 11,42 (1986), azotany od 0,83 mg/l (1985) do 1,15 mg/l (1994), ortofosforany od poniżej granicy oznaczalności (1999–2001) do 0,00453 mg/l (1986), odczyn pH od 8,08 (1984) do 8,45 (1985), widzialność krążka Secchiego od 3,32 m (1986) do 5,21 m (1991), fosfor całkowity od 0,00815 mg/l (1998) do 0,02626 mg/l (1986).
W planie gospodarowania wodami na obszarze dorzecza Dunaju na lata 2016-2021 podano, że stan ekologiczny wód jeziora był dobry. Taki sam był stan jego składowych elementów jakości: fitoplanktonu, makrofitów z fitobentosem i ichtiofauny. Stan chemiczny wód był zły.
W 2018 na Ammersee funkcjonowało 8 kąpielisk wyznaczonych zgodnie z przepisami dyrektywy kąpieliskowej. Jakość wód wszystkich sklasyfikowano wówczas jako doskonały. W 2008 jedno z nich miało jakość wody niedostateczną.

## Ochrona przyrody
Ammersee i odcinki Ammer/Amper znajdują się w obszarze specjalnej ochrony ptaków Ammerseegebiet (DE7932471). Fragmenty jeziora leżą na specjalnych obszarach ochrony siedlisk Ammerseeufer und Leitenwälder (DE7932372) oraz Ammersee-Südufer und Raistinger Wiesen (DE8032371). W pobliżu znajdują się kolejne obszary Natura 2000.